# Доктрина Монро

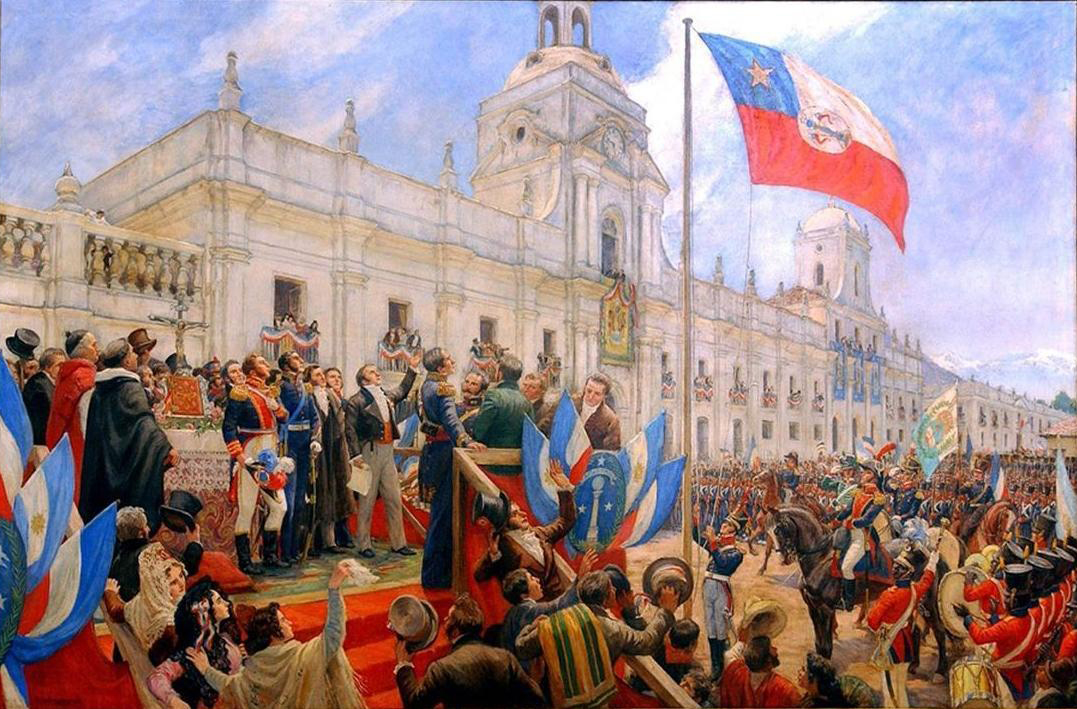
Чилійська декларація незалежності, 18 лютого 1818

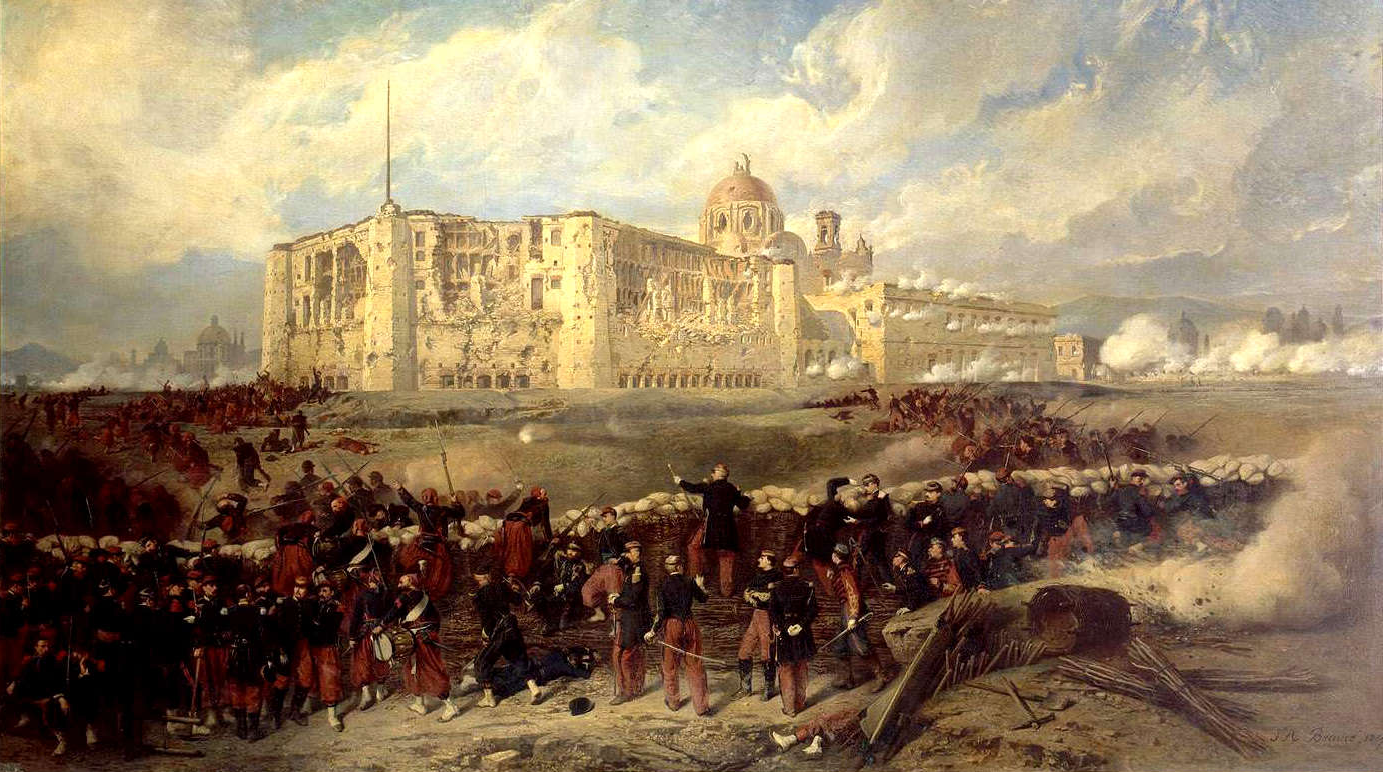
Французька інтервенція в Мексику, 1861—1867

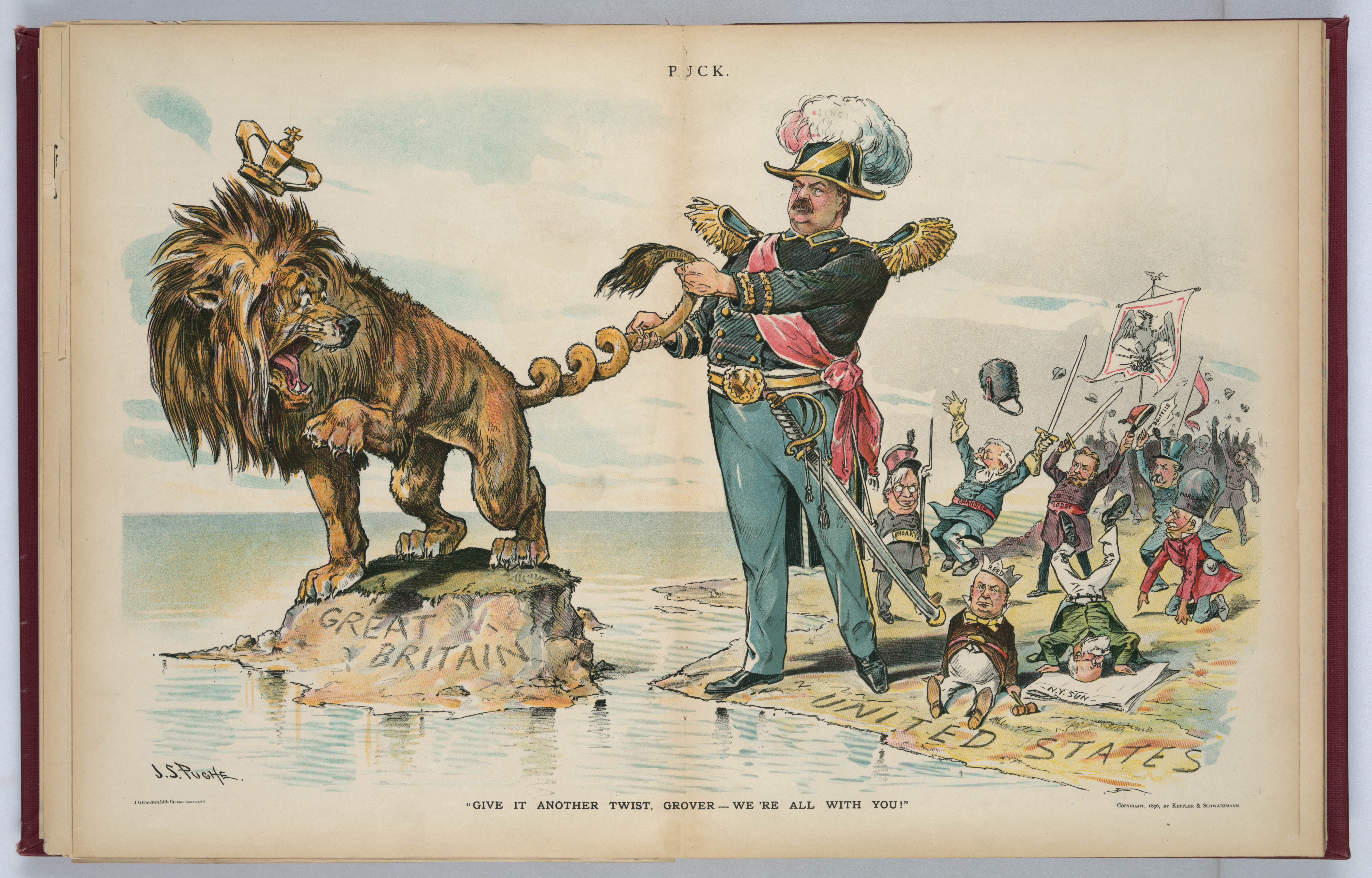
Президент Гровер Клівленд закручує хвіст британського лева, Puck by J. S. Pughe, 1895

Доктрина Монро (англ. Monroe Doctrine) — політична доктрина США, частина сьомого Звернення до Конгресу (англ. State of the Union Affairs) тогочасного президента США Джеймса Монро (1817—1825), проголошена 2 грудня 1823 року.

## Опис
У ній було визначено довготривалі цілі зовнішньої політики США. Подібно до традиції президента Джеферсона, в цій доктрині було закріплено незалежність США від європейських урядів (від «Старого світу»), було сформульовано існування двох політичних сфер (англ. two spheres), визначено принцип невтручання (англ. non-intervention) США в європейські конфлікти, запропоновано припинення всіх колоніальних кампаній в західній півкулі (англ. non-colonization).
Визначною рисою доктрини було проголошення того, що спроби подальшої колонізації або втручання у внутрішні справи держав, розташованих на обох Американських континентах, розглядатимуться США як акт агресії безпосередньо проти США та призведуть до військового втручання з їхнього боку. В той самий час доктрина містила положення про те, що США не втручатимуться у внутрішні справи існуючих колоній або європейських країн. Доктрина була проголошена в той час, коли багато з-поміж латиноамериканських держав знаходилися на межі проголошення незалежності від Іспанської імперії. А саме — доктрина народилася 2 грудня 1823 року, коли Джеймс Монро виголосив сьоме звернення до Конгресу. США, приєднуючись до побоювань Великої Британії, намагалися унеможливити отримання влади над колишніми іспанськими колоніями будь-якою європейською державою.
Загалом уся доктрина зводилася до трьох принципів: поділ на сфери впливу Америки та Європи; неколонізація; неінтервенція. З доктриною Монро рахувався весь світ, вона стала ідеологічною основою нового політичного порядку для решти територій Америки та змінила роль Європи в Західній півкулі.